# Axe optique d'un cristal
Pour l'axe de révolution d'un système optique, voir axe optique
L'axe optique d’un cristal est une direction dans laquelle un rayon lumineux transmis ne souffre pas de biréfringence (double réfraction). Un axe optique est une direction plutôt qu’une seule ligne : tous les rayons parallèles à cette direction présentent la même absence de biréfringence.
Les cristaux peuvent avoir un seul axe optique, auquel cas ils sont uniaxes, ou deux axes optiques différents, auquel cas ils sont biaxes. Les matériaux non cristallins n’ont généralement pas de biréfringence et donc, pas d’axe optique. Un cristal uniaxe (par exemple la calcite, le quartz) est isotrope dans le plan orthogonal à l’axe optique du cristal.

## Explication
La structure interne des cristaux (la structure spécifique du réseau cristallin et les atomes ou molécules spécifiques qui le composent) fait dépendre la vitesse de la lumière dans le matériau, et donc l’indice de réfraction du matériau, à la fois de la direction de propagation de la lumière et de sa polarisation. La dépendance à la polarisation provoque une biréfringence, dans laquelle deux polarisations perpendiculaires se propagent à des vitesses différentes et se réfractent à des angles différents dans le cristal. Cela provoque la division d’un rayon lumineux en un rayon ordinaire et un rayon extraordinaire, avec des polarisations orthogonales. Pour la lumière se propageant le long d’un axe optique, cependant, la vitesse ne dépend pas de la polarisation, il n’y a donc pas de biréfringence bien qu’il puisse y avoir une activité optique (une rotation du plan de polarisation).
L’indice de réfraction du rayon ordinaire est constant pour n’importe quelle direction dans le cristal. L’indice de réfraction du rayon extraordinaire varie en fonction de sa direction.

## Directeur d'un cristal liquide
L’axe mobile d’un cristal liquide s’appelle un directeur. Il s’agit de la moyenne spatio-temporelle de l’orientation du grand axe moléculaire au sein d’un élément de petit volume de matériau démontrant une mésophase. La manipulation électrique du directeur permet d’obtenir des écrans à cristaux liquides.